# San Pietro in Cerro
San Pietro in Cerro es un municipio situado en el territorio de la provincia de Piacenza, en Emilia-Romaña (Italia).

## Demografía
| Gráfica de evolución demográfica de San Pietro in Cerro entre 1861 y 2001 |
|                                                                           |
| Fuente ISTAT - elaboración gráfica de Wikipedia                           |

- Datos: Q102979
- Multimedia: San Pietro in Cerro / Q102979

1. ↑  Worldpostalcodes.org, código postal n.º 29010.
2. ↑  «Codici Catastali». Comuni-italiani.it (en italiano). Consultado el 29 de abril de 2017.